# Isolda Pradel
Isolda Pradel, seudónimo de Ernestina de las Mercedes Zúñiga Verdugo (Rancagua, 20 de diciembre de 1915-ibíd., 27 de diciembre de 2012), fue una actriz, poeta y escritora chilena.

## Biografía
Actriz de radioteatro, en su juventud adquirió el nombre artístico de Isolda Pradel.
Diversas versiones existen sobre las circunstancias en las que Óscar Castro e Isolda Pradel se habrían conocido. Según afirma Gonzalo Drago en una entrevista en 1979, fue él quien habría presentado a Pradel, quien hacia 1935 era conocida como recitadora e intérprete de poemas y participaba de actividades literarias. Algunas versiones señalan que debido a su relación con Pradel, Óscar Castro fue desaprobado por su madre quien lo habría expulsado del hogar [cita requerida], hechos que nunca se confirmaron por parte de Pradel y de cercanos al escritor y poeta. La relación entre ambos tuvo diversos altos y bajos, hechos que quedan reflejados en su literatura. Otra versión señala que cuando estudiaba en Santiago, leyó "Fragmento de poesía de la tierra", poema publicado por Óscar Castro bajo el seudónimo de Raúl Gris, alias que habitualmente usaba en sus primeras publicaciones. Una vez que se conocieron ambos la relación habría desembocado en matrimonio el 25 de marzo de 1936. La pareja habría tenido dos hijas: Ivelda (que habría sido adoptada por ambos [cita requerida]) y Leticia Esmeralda (que falleció en 1945 con sólo once meses de vida [cita requerida]). Enviudó el 1 de noviembre de 1947.
Tras el fallecimiento de Óscar Castro, se radicó en Santiago de Chile, periodo en el cual  tras diversas gestiones se publicaron gran parte de las obras -hasta entonces inéditas- del autor rancagüino, especialmente durante la década de 1950. Aunque volvió a casarse, Isolda Pradel prefirió mantener en privado y al margen de la exposición pública su nueva vida personal en favor de honrar la memoria y el legado de su primer esposo, labor a la cual estuvo dedicada hasta sus últimos días. 

Trabajó durante un periodo en el Liceo de Hombres de Rancagua —que en 1971 sería renombrado como Liceo Óscar Castro Zúñiga, ya que en ese establecimiento el poeta había sido profesor— y hasta la década de 1990 en el Museo Vicuña Mackenna de Santiago.
Ernestina Zúñiga se presentó, sin éxito, como candidata del Partido Demócrata Cristiano a senadora por O'Higgins y Colchagua en las elecciones parlamentarias de 1969.

Creó la Fundación Óscar Castro en 1995, de la que fue su presidenta por unos años, hasta que la dejó en manos de su nieto, Miguel Arcaya, fruto de su segundo matrimonio. En 1999 publicó una biografía del poeta titulada Raíces de la poesía y prosa de Óscar Castro. Varias de las cartas que Castro le envió a Isolda Pradel entre 1941 y 1946 fueron reproducidas en el Epistolario íntimo de Óscar Castro, publicado en 2000.
Falleció a los 97 años de edad a causa de una infección estomacal en el Hospital Regional de su ciudad natal el 27 de diciembre de 2012, y fue sepultada en el Cementerio N.º 1 de Rancagua junto a los restos de Óscar Castro.

## Obras
- Oscar Castro en Rancagua, Editorial Universitaria, Santiago, 2009

## Historial electoral

### Elecciones parlamentarias de 1969
- Elecciones parlamentarias de 1969. Candidato a Senador Quinta Agrupación Provincial, O'Higgins y Colchagua[11]

| Candidato                         | Partido | Votos  | %     | Resultado |
| --------------------------------- | ------- | ------ | ----- | --------- |
| Armando Jaramillo Lyon            | PN      | 12.479 | 10,2  |           |
| Víctor García Garzena             | PN      | 14.031 | 11,47 | Senador   |
| Carlos Rosales Gutiérrez          | PCCh    | 16.323 | 13,35 |           |
| Juan Reyes Reyes                  | USOPO   | 1.383  | 1,13  |           |
| Hermes Ahumada Pacheco            | PR      | 8.588  | 7,02  |           |
| Anselmo Sule Cándia               | PR      | 10.238 | 8,37  | Senador   |
| María Elena Carrera Villavicencio | PS      | 20.587 | 16,83 | Senadora  |
| Julio Stuardo González            | PS      | 1.068  | 0,87  |           |
| Ricardo Valenzuela Sáez           | DC      | 16.817 | 13,75 | Senador   |
| José Isla Hevia                   | DC      | 12.151 | 9,93  | Senador   |
| Ernestina Zúñiga Verdugo          | DC      | 484    | 0,4   |           |
| Fernando Cancino Téllez           | DC      | 8.162  | 6,67  |           |